# Liste der Monuments historiques in Mazé-Milon
Die Liste der Monuments historiques in Mazé-Milon führt die Monuments historiques in der französischen Gemeinde Mazé-Milon auf.

## Liste der Bauwerke
| Bezeichnung          | Beschreibung                          | Standort | Kennzeichnung | Schutzstatus | Datum | Bild           |
| -------------------- | ------------------------------------- | -------- | ------------- | ------------ | ----- | -------------- |
| Schloss Montgeoffroy | Erbaut im 18. Jahrhundert             | (Lage)   | PA00109179    | Classé       | 1984  | weitere Bilder |
| Manoir Le Châtelet   | Herrenhaus, erbaut im 16. Jahrhundert | (Lage)   | PA00109108    | Inscrit      | 1987  |                |

## Liste der Objekte
- Monuments historiques (Objekte) in Fontaine-Milon in der Base Palissy des französischen Kultusministeriums
- Monuments historiques (Objekte) in Mazé in der Base Palissy des französischen Kultusministeriums